# DANGEROUS〜ザ・ショート・フィルム・コレクション
DANGEROUS~ザ・ショート・フィルム・コレクション（デンジャラス - ）(Dangerous – The Short Films)は、アメリカ合衆国のミュージシャン、マイケル・ジャクソンのミュージック・ビデオを収録したビデオ作品。
『デンジャラス』の収録曲のショート・フィルムや1990年代前半の授賞式の模様、スーパーボウルでのパフォーマンス映像などを収録。また、それらの曲への反響やショートフィルムのメイキング・シーンなども収録されている。

## 収録曲
1. プログラム・スタート
2. ブレイス・ユアセルフ
3. 「ブラック・オア・ホワイト」への反響
4. ブラック・オア・ホワイト
5. 「ブラック・オア・ホワイト」メイキング
6. 1993年グラミー賞
7. 1993年スーパーボウル・ハーフ・タイム・ショー
8. 「リメンバー・ザ・タイム」メイキング
9. リメンバー・ザ・タイム
10. ウィル・ユー・ビー・ゼア
11. 「イン・ザ・クローゼット」メイキング
12. イン・ザ・クローゼット
13. ライアン・ホワイト
14. ゴーン・トゥー・スーン
15. NAACPイメージ・アワード
16. 「ジャム」メイキング
17. ジャム
18. 「ヒール・ザ・ワールド」イントロダクション
19. ヒール・ザ・ワールド
20. ギヴ・イン・トゥ・ミー
21. アイル・ビー・ゼア
22. フー・イズ・イット
23. 「デンジャラス」メイキング
24. デンジャラス
25. クレジット